# Просеник (Грчка)
Просеник или Просник (грч. Σκοτούσσα, Скотуса) је насељено место у општини Доња Џумаја у периферији Средишња Македонија, Грчка. Према попису из 2021. године било је 795 становника.
Према бугарском географу и историчару, Василу Канчову, у Просенику је 1900. године живело 900 Словена хришћана. Током Првог светског рата село је настрадало и део мештана је избегао, тако је после рата остало 774 житеља. Године 1924. насељене су грчке избегличке породице, укупно 263 особе. На попису из 1928. године Просеник је имао 1.307 становника, од чега су Словени били апсолутна већина.